# Bradypterus
Bradypterus (struikzangers) is een geslacht van zangvogels uit de familie Locustellidae. De wetenschappelijke naam van het geslacht is voor het eerst geldig gepubliceerd in 1837 door Swainson.

## Soorten
De volgende soorten zijn bij het geslacht ingedeeld:
- Bradypterus baboecala – Moerasstruikzanger
- Bradypterus bangwaensis – Bangwastruikzanger
- Bradypterus barratti – Barratts struikzanger
- Bradypterus brunneus – Madagaskarstruikzanger
- Bradypterus carpalis – Witvleugelstruikzanger
- Bradypterus centralis – Hooglandstruikzanger
- Bradypterus cinnamomeus – Kaneelstruikzanger
- Bradypterus grandis – Gabonstruikzanger
- Bradypterus graueri – Grauers struikzanger
- Bradypterus lopezi – Kameroenstruikzanger
- Bradypterus seebohmi – Madagaskargrasvogel
- Bradypterus sylvaticus – Kaapse struikzanger